# 小行星23232
小行星23232（23232 Buschur）是一颗绕太阳运转的小行星，为主小行星带小行星。该小行星于2000年11月20日发现。

## 轨道参数
小行星23232的轨道半长轴为366 700 866 km，2.4512090 UA，离心率为0.186。